# Michel Moy
 (mai 2013).
Si vous disposez d'ouvrages ou d'articles de référence ou si vous connaissez des sites web de qualité traitant du thème abordé ici, merci de compléter l'article en donnant les références utiles à sa vérifiabilité et en les liant à la section « Notes et références ».
Michel Moy, né à Luçon (Vendée) le 23 janvier 1932 et mort à Burie (Charente-Maritime) le 14 mai 2007, est un peintre français.
Après sa scolarité primaire et secondaire à Luçon, Michel Moy fait des études de lettres et de langues, séjourne à Londres et à Édimbourg. À partir de 1959, il travaille à Paris et fréquente les milieux artistiques.
Sa peinture est d'abord figurative, puis il s'oriente, à partir de 1964, vers une forme d'abstraction lyrique inspirée par des paysages auxquels il est fortement attaché (La Haute Provence, le littoral atlantique). Il peint avec des terres d'ocre, en général sur de grands formats.

## Expositions
Il participe à de nombreuses expositions de groupe et personnelles : Salon des Surindépendants (Paris, 1953, 1959, 1964), Salon des indépendants (Paris, 1964), Salon de la Jeune Peinture (Paris, 1965), Salon des Grands et Jeunes d'Aujourd'hui (Paris, 1966, 1972), Toyama (1990), Letchworth Museum (1957), Édimbourg (1960), Londres (1963), Musée des Sables d'Olonne et Musée de la Rochelle (1971), Musée de Pau et Centre culturel de Toulouse (1972), Musée des Arts Décoratifs, (Nantes, 1977), Maison de la culture de La Rochelle (1982), Musée de Beaucaire (1991), Musée de l'outil et de la pensée ouvrière (Troyes, 1992), Institut français de Thessalonique (1993).

## Distinction
En 1967, il obtient le prix Fénéon.

## Autres activités
Il a réalisé des films (L'homme au labyrinthe et Charles Estienne, à l'horizon du vent), et produit des émissions de radio.
Il a enseigné à l'École nationale supérieure des beaux-arts de Paris et dans d'autres écoles d'art ou à l'université (ENSAD, École Nationale de la Photographie, l'Université de Villetaneuse, Écoles d'Architecture).